# 三蘆
三蘆，又稱三蘆地區，是台灣新北市的三重區與蘆洲區兩行政區的合稱，該二行政區在1947年前為鷺洲鄉。東面與西面分別被淡水河與平日做為公園的二重疏洪道隔開，形同一個島，以橋梁與隧道作為聯外交通，該地區包含三重區除二重埔以外的地方、蘆洲區全境、五股區更寮里的部分、興珍里的部分。
2020年7月時，戶籍人口合計約58.8萬人，面積合計23.7521平方公里，但三重區的二重埔，包括五谷里、谷王里、德厚里、中興里、頂崁里，位於二重疏洪道的西側，與新莊區接壤。